# The Vines
The Vines — австралийская рок-группа. Образована в начале 90-х в Сиднее.

## История
Впервые оригинальный состав группы The Vines встретился в середине 90-х годов в пригороде Сиднея, где они работали в местном Макдоналдсе. Это были Крэйг Николс (Craig Nicholls), Патрик Мэттьюс (Patrick Matthews) и Дэвид Олифф (David Oliffe), которые и решили создать собственный ансамбль. Сперва этот ансамбль назывался «Rishikesh». Группа выступала на вечеринках, играя кавер-версии песен «Нирваны», пока у неё не выработался свой собственный музыкальный стиль. Трио было присвоено позже название The Vines (отец Николса играл в сиднейском ансамбле Vynes — музыкантам, видимо, понравилось его название).
Дебютный сингл «Factory» привлёк совсем небольшой интерес на родине группы, и The Vines решили попытать счастья в Великобритании вместе с фирмой «Heavenly Label». «Heavenly Label» финансировала выпуск следующего сингла группы — «Highly Evolved», который продюсировал Роб Шнапф (Rob Schnapf), ранее работавший с Foo Fighters, Беком и Эллиоттом Смитом. Этот сингл так сильно расхвалили критики, что журнал «NME» сделал его синглом недели в марте 2002 года. Сингл достиг 32 места в британских чартах и вошёл в 100 лучших синглов на родине ансамбля — в Австралии. Дебютный альбом группы — «Higlhy Evolved», получил ещё больше одобрения со стороны критиков, а фотографию группы поместил на свою обложку уже знаменитейший «Rolling Stone», и опять же — «NME». Альбом дебютировал с третьим местом в английском хит-параде, пятым — в Австралии и одиннадцатым — в чарте американского «Billboard Hot 100». Группа играла в шоу Дэвида Леттермана на канале MTV. С альбома было выпущено ещё несколько синглов, включая «Get Free» и «Outtathaway», которые также занимали довольно высокие места в британских чартах. Вскоре альбом «Highly Evolved» достиг полуторамиллионных продаж по всему миру — феноменальный успех для дебютного альбома совсем недавно ещё никому не известной группы из далёкой Австралии. Но неожиданно свалившийся на голову успех принёс группе ещё и неприятности. Оллифф ушёл из группы, объяснив это психологической усталостью и давлением со стороны лейбла. Тем не менее, в группу пришёл новый барабанщик — Хэмиш Россер (Hamish Rosser), а также в группу добавили ещё одного гитариста — Райана Гриффитса (Ryan Griffiths).
В мае 2003 года группа вновь приступила к работе, на сей раз в нью-йоркской студии Вудсток (Woodstock). Продюсером новой пластинки также стал Роб Шнапф. Крэйг Николс в своём интервью австралийскому «Rolling Stone» в марте 2004 года говорил о том, что группа выпустит продуманный, высокопрофессиональный альбом. Однако пластинка «Winning Days», вышедшая 29 марта 2004 года (дебютировала в хит-парадах на 7 месте в Австралии, 23 — в Америке и 29 — в Британии), не получила такого же успеха, как предыдущая работа ансамбля — «Highly Evolved».
Альбом получил довольно противоречивые оценки критиков, но среди фанатов считается одним из лучших альбомов. С этого альбома вышло всего 2 сингла — «Ride» и «Winning Days». После окончания гастролей в поддержку этой пластинки у группы наступили тяжёлые времена. Самой большой проблемой был Крэйг Николс, который стал ужасно вести себя на публике, и ему даже запретили давать кому-либо интервью. В мае 2004 года на концерте в сиднейском Annaneble Hotel Николс назвал публику стадом овец — в итоге басист Патрик Мэттьюс покинул сцену (и группу). На этом же концерте Николс напал на фотографа. Дела группы становились всё хуже и хуже, и менеджмент ансамбля решил, что следует прекратить гастроли в поддержку альбома «Winning Days», и приступить к записи нового альбома.
Но работа над новой пластинкой началась лишь в середине 2005 года, потому что 19 ноября 2004 года Николсу был поставлен диагноз — синдром Аспергера, с которым и было связано его неадекватное поведение. Крэйг смог пересилить себя и завязал с марихуаной, которая могла усугубить его болезнь, и постепенно его состояние пришло в норму. После того, как он снова начал работать в студии, группа наконец-то начала работать над давно задуманным проектом — «Vision Valley». Запись альбома проходила с новым продюсером — им стал Уэйн Конноли (Wayne Connolly). Временно группе помог Энди Кент (Andy Kent), который заменил на бас-гитаре ушедшего Мэттьюса. В ноябре группа закончила запись всех песен, предназначавшихся для нового альбома. Над микшированием и мастерингом песен работа началась в январе 2006 года. 7 марта вышел первый сингл с грядущего альбома — «Don’t Listen To The Radio». «Gross Out» на диске не вышел, но каждый фанат группы может скачать эту песню с интернета — бесплатной загрузкой она стала 18 марта 2006 года. Сам альбом был выпущен 1 апреля в Австралии, 3 апреля в Европе (включая Британию) и 4 апреля в США. Он длился всего около 30 минут и весь состоял из коротких, беспрерывно следующих непосредственно одна за другой песен.
В сентябре 2006 года группа снова, после двухлетнего перерыва, начала давать концерты. Выступая на различных фестивалях и шоу, музыканты возвращают себе былую популярность и оправляются от оставшихся позади неудач. 12 июля 2008 г. The Vines выпустили новый альбом Melodia, который большинство изданий называет лучшим со времен Highly Evolved. Кроме того группа начала вести активную концертную деятельность. Этим летом они устроили мини тур по США и посетили крупнейшие фестивали в Японии и Корее, а с октября 2008 года начинается большой тур по Австралии при поддержке The Silents; также Vines отыграют ещё 2 концерта в Японии в ноябре (в Токио и Осаке).
3 июня 2011 года группа выпустила новый альбом «Future Primitive».
В 2012 году состав группы изменился: Лаклан Вест — ударные, Тим Джон — бас-гитара, роль Крэйга Николлса не изменилась. Теперь группа снова стала трио. Вместе они начали новый проект — «Wicked Nature». Альбом будет состоять из 22 песен. Первый сингл из него, «Metal Zone» уже можно посмотреть на YouTube на канале Noisey.
Альбом будет полностью записан 2 сентября 2014 года.

## Члены группы

### Нынешние участники
- Крэйг Николс — вокал, гитара (1994-настоящее время)
- Лаклан Вест — ударные (2012-настоящее время)
- Тим Джон — бас-гитара (2012-настоящее время)

### Бывшие участники
- Дэвид Олифф — ударные (1994—2002)
- Патрик Мэттьюс — бас-гитара, бэк-вокал (1994—2004)
- Хэмиш Россер — ударные, бэк-вокал (2002—2011)
- Райан Гриффитс — гитара, бэк-вокал (2002—2011)
- Брэд Хилд — бас-гитара, бэк-вокал (2006—2012)

## Дискография

### Альбомы
(в скобках указана фирма, выпускавшая пластинку)
- «Highly Evolved» (EMI/Capitol Records) — выпущен 16 июня 2002 года. Наивысшие позиции в чартах: Австралия — #5 (дважды платиновый), Великобритания — #3, США — #11.
- «Winning Days» (EMI/Capitol Records) — выпущен 21 марта 2004 года. Наивысшие позиции в чартах: Австралия — #7 (золотой), Великобритания — #29, США — #23.
- «Vision Valley» (EMI/Capitol Records) — выпущен 1 апреля 2006 года. Наивысшие позиции в чартах: Австралия — #14, Великобритания — #71, Канада — #93, США — #136.
- «Melodia» (BMG JAPAN / Ivy League / Cooking Vinyl) — выпущен 12 июля 2008 года. Наивысшие позиции в чартах: Австралия — #12.
- «Future Primitive» (Sony Music) — выпущен 3 июня 2011 года.
- «Wicked Nature» — выпущен 2 сентября 2014 года.
- «In Miracle Land» — выпущен 29 июня 2018 года.

### Синглы
(в скобках указан альбом на котором выходил сингл)
- 2001 — «Factory» (Highly Evolved)
- 2002 — «Highly Evolved» (Highly Evolved)
- 2002 — «Get Free» (Highly Evolved)
- 2002 — «Outtathaway!» (Highly Evolved)
- 2003 — «Homesick» (Highly Evolved)
- 2004 — «Ride» (Winning Days)
- 2004 — «Winning Days» (Winning Days)
- 2006 — «Gross Out» (Vision Valley)
- 2006 — «Don’t Listen to the Radio» (Vision Valley)
- 2006 — «Anysound» (Vision Valley)
- 2007 — «Dope Train» (Vision Valley)
- 2008 — «He’s a Rocker» (Melodia)
- 2008 — «Get Out» (Melodia)
- 2011 — «Gimme Love»
- 2014 — «Metal Zone» (Wicked Nature)
- 2016 — «In Miracle Land»